# Ghiacciaio Funk
Il ghiacciaio Funk (in inglese Funk Glacier) (65°34′S 63°46′W) è un ghiacciaio situato sulla costa di Graham, nella parte occidentale della Terra di Graham, in Antartide. Il ghiacciaio, il cui punto più alto si trova 713 m s.l.m., fluisce verso ovest fino a entrare nella cala di Nevsha, sulla costa della baia di Beascochea, a sud del picco Frölich.

## Storia
Il ghiacciaio Funk è stato avvistato e mappato per la prima volta nel 1909 durante la seconda spedizione antartica francese al comando di Jean-Baptiste Charcot ed è stato poi così battezzato nel 1959 dal Comitato britannico per i toponimi antartici in onore di Kazimierz Funk, il biochimico polacco naturalizzato statunitense che, nel 1912, mentre lavorava presso il Lister Institute di Londra, coniò il termine vitamine.